# Piper PA-16 Clipper

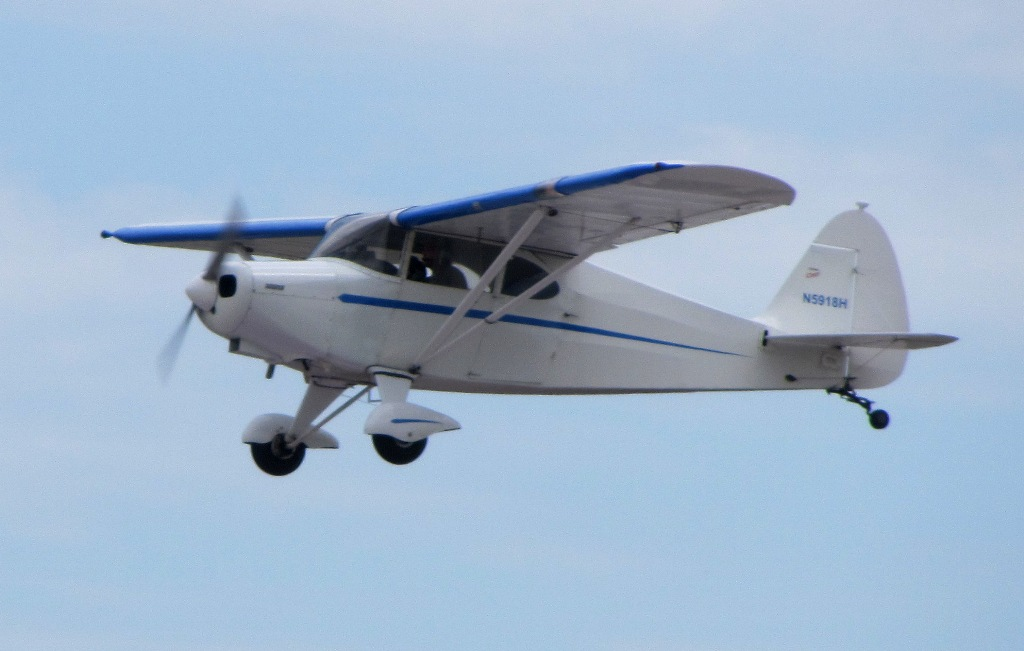
Un Piper PA-16 Clipper en vol, en 2012.

Le Piper PA-16 Clipper est une version rallongée du monoplan biplace léger PA-15 Vagabond.
Les deux modèles furent conçus en 1947 pour la même raison : la compagnie américaine Piper Aircraft se trouvait dans une situation financière très compliquée et avait besoin de créer de nouveaux modèles compétitifs à partir d'éléments et d'outillages existants. Le résultat fut le Vagabond — essentiellement une version à sièges côte-à-côte de l'avion à sièges en tandem Piper J-3 Cub —, auquel on attribua le sauvetage de la compagnie Piper.

## Conception et développement
Le PA-16 Clipper était une version allongée et raffinée du Vagabond prévue pour transporter quatre personnes — ou plutôt « entre deux et demie et trois », comme souvent déclaré par les pilotes de Clippers —, dotée d'un réservoir de carburant d'aile supplémentaire, de portes supplémentaires pour correspondre au nouvel agencement des sièges, et d'un moteur Lycoming O-235, ce même moteur qui propulsa plus tard le Cessna 152. Les manettes de commandes restaient celles qui avaient été déjà utilisées jusqu'à présent dans tous les modèles dérivés de la famille du Cub.

## Coût
En 1949, les PA-16 furent proposés à la vente à un prix unitaire de 2 995 dollars (équivalents à 32 183 dollars de 2018), alors qu'à cette période les avions à quatre places étaient généralement vendus à un prix supérieur à 5 000 dollars (soit 53 727 dollars de 2018)
1949 fut la seule année de production du Clipper, avec seulement 736 exemplaires produits, avant que Piper ne passe à la production du PA-20 Pacer. Malgré ce faible chiffre de production, au mois d'avril 2018 il restait 303 exemplaires encore en usage aux États-Unis, selon les registres de la FAA.

## Nomenclature
La compagnie aérienne Pan American World Airways (Pan Am), qui nommait habituellement « Clippers » ses célèbres avions de ligne luxueux (comme l'hydravion Boeing 314), fut offensée par l'idée de Piper de donner ce nom à des avions légers et assez rustiques. En conséquence de la pression exercée par la compagnie, Piper améliora plus tard le modèle, lui ajoutant des volets d'aile, d'autres réservoirs d'ailes et en remplaçant les manches à balai par des yokes (une sorte de guidon). Un moteur Lycoming O-290 (en) fut installé et cet avion devint le Piper PA-20 Pacer,.

## Spécifications techniques (PA-16)

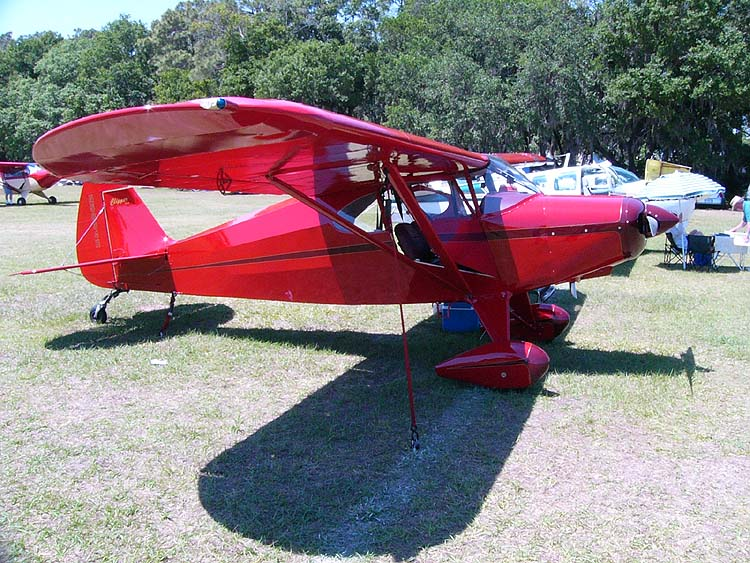
Un Piper PA-16 Clipper au meeting Sun 'n Fun de 2006 à Lakeland, en Floride.

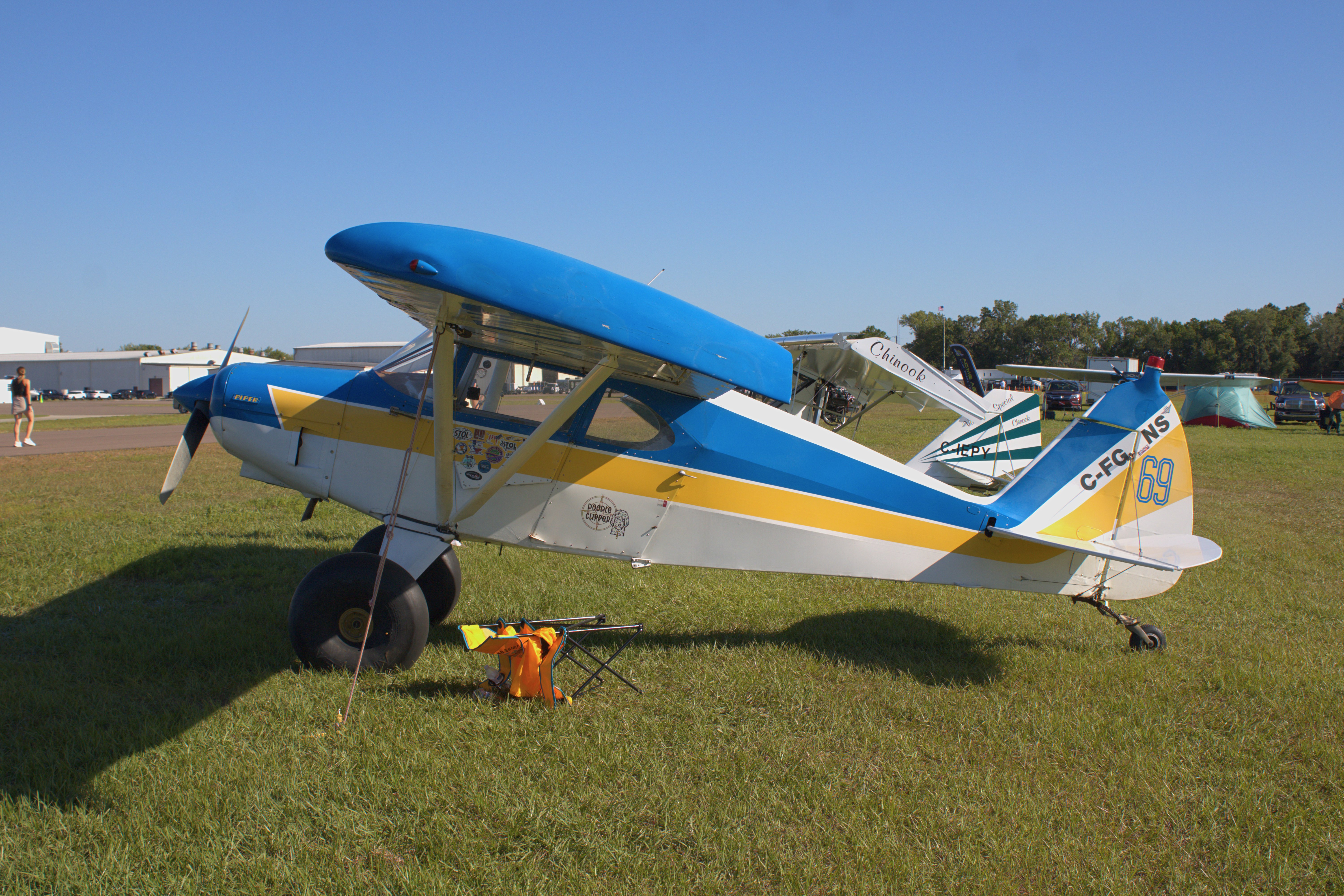
Un Piper PA-16S Clipper photographié au Sun 'n Fun 2024, Lakeland Linder International Airport, FL, USA.

Données de Plane and Pilot, Fonden Danmarks Flymuseum.
Caractéristiques générales
- Équipage : 1 pilote
- Capacité : 3 passagers
- Longueur : 6,12 m
- Envergure : 8,92 m
- Hauteur : 1,88 m
- Masse à vide : 385 kg
- Masse typique : 750 kg
- Charge utile : 362 kg
- Masse maximale au décollage : 748 kg
- Moteur : 1   Moteur à pistons à 4 cylindres à plat refroidis par air Lycoming O-235 de 115 ch (86 kW)

 Performances 
- Vitesse à ne jamais dépasser : 225 km/h
- Vitesse maximale : 203 km/h
- Vitesse de croisière : 188 km/h
- Vitesse de décrochage : 80 km/h
- Distance franchissable : 778 km
- Plafond : 3 385 m
- Vitesse ascensionnelle : 177 m/min
- Charge alaire : 35,69 kg/m2
- Rapport poids-puissance : 3,15 kg/ch

Avionique

- Initialement aucune, mais désormais de nombreux appareils possèdent des systèmes de radionavigation, un GPS ou un transpondeur.